# Ellie Greenwich
Eleanor Louise "Ellie" Greenwich (23 de octubre de 1940 - 26 de agosto de 2009) fue una cantante pop, compositora y productora discográfica estadounidense. Coautora de éxitos como "Be My Baby", "Christmas (Baby Please Come Home)", "Da Doo Ron Ron",  "Leader of the Pack", "Do Wah Diddy Diddy" y "River Deep – Mountain High", entre otros.

## Biografía
Eleanor Louise Greenwich nació en Brooklyn, Nueva York, hija de un ingeniero electrónico de ascendencia rusa y de una encargada de almacén, quienes llamaron a su hija Eleonor en honor de Eleanor Roosevelt. Su interés por la música le llegó muy temprano al escuchar a sus padres tocar en casa y poner música de artistas como Teresa Brewer, The Four Lads y Johnnie Ray. Muy joven aprendió a tocar el acordeón. A la edad de diez años, se trasladó con sus padres y su hermana Laura a vivir en la localidad de Levittown, Nueva York.
En la adolescencia, Greenwich comenzó a componer canciones, en una entrevista en 1973 dijo; «cuando tenía catorce años, conocí a Archie Bleyer, a quien agradaron mis temas, pero me aconsejó que continuara mis estudios antes de intentar abrirme paso en la jungla de los compositores». En la escuela, Greenwich formó su primer grupo junto a dos amigas, The Jivettes, con las que llegó a actuar en algunas funciones locales. Mientras estudiaba secundaria, comenzó a componer canciones de amor acompañada de su acordeón. Tras graduarse, Greenwich trató de entrar en la Manhattan School of Music pero fue rechazada porque no aceptaba acordeonistas, así que finalmente se matriculó en el Queens College.
Con diecisiete años, mientras asistía al Queens College, Greenwich grabó su primer sencillo para RCA Records, un tema compuesto por ella misma de título "Silly Isn't It", con "Cha-Cha Charming" en la cara B. El sencillo fue publicado bajo el nombre artístico de "Ellie Gaye" (con el que hacía referencia a Barbie Gaye, cantante de la versión original del popular tema "My Boy Lollipop"). Una biografía sobre Greenwich asegura que el cambio de nombre fue idea de RCA Records para prevenir malas pronunciaciones de "Greenwich". "Cha-Cha Charming" fue publicado en 1958 e indirectamente influyó en la decisión de cambiar de universidad al ser menospreciada por uno de sus profesores del Queens College por cantar música pop. Greenwich continuó sus estudios en la Universidad Hofstra.

## Relación con Jeff Barry
En 1959, todavía en la universidad, Greenwich conoció al hombre que se convertiría en su marido y pareja profesional. Aunque es posible que ya se conocieran desde niños, ya que compartían un pariente. La primera vez que Greenwich y Jeff Barry fueron presentados formalmente, siendo adultos, fue en una cena de acción de gracias organizada por un tío de Ellie, casado con una prima de Barry. Greenwich había llevado su acordeón, y ella y Barry reconocieron su mutuo amor por la música. El romance no se produjo de inmediato, ya que Barry estaba todavía casado con su primera esposa, presente en la cena. Sin embargo, un par de años más tarde el matrimonio Barry-Greenwich ya se había convertido en el equipo más prolífico de compositores del edificio Brill. 
Greenwich y Barry comenzaron a salir tras la anulación de su matrimonio, pero musicalmente siguieron carreras separadas. Todavía en la universidad, en 1962, Greenwich consiguió su primer éxito profesional cuando viajó hasta el edificio Brill para conocer a John Gluck, Jr., uno de los compositores de "It's My Party" el éxito de Lesley Gore. Gluck hizo esperar a Greenwich en una oficina mientras atendía otra visita. La oficina resultó ser la de los compositores Jerry Leiber y Mike Stoller. Al oír música de piano desde su cubículo, Leiber asomó la cabeza, esperando ver a Carole King, y se sobresaltó al ver a Greenwich, quien se presentó y explicó sus razones para estar allí. Reconociendo su potencial como compositora, Leiber y Stoller le ofrecieron un contrato con su compañía editorial, Trio Music.
Antes de casarse con Barry, Greenwich escribió canciones junto a diferentes parejas, incluidos Ben Raleigh (coautor del primer éxito de Barry como compositor, "Tell Laura I Love Her," en 1960) y Mark Barkan. También ejerció como vocalista de sesión, grabando numerosas maquetas, de hecho llegó a ser conocida como la "Reina de las Maquetas de Nueva York". Sus mayores éxitos durante esta época los consiguió junto a Tony Powers. El equipo Greenwich-Powers produjo éxitos como "He's Got The Power" (The Exciters), "(Today I Met) The Boy I'm Gonna Marry" (Darlene Love) y "Why Do Lovers Break Each Others' Hearts?" (Bob B. Soxx & the Blue Jeans). Estos dos últimos fueron coescritos y producidos por Phil Spector.
El 28 de octubre de 1962, Barry y Greenwich contrajeron matrimonio, y enseguida decidieron escribir exclusivamente canciones juntos, algo que desaprobó Tony Powers así como Artie Resnick, el principal colaborador de Barry en ese momento. Posteriormente, Barry firmó un contrato con Trinity Music, así que él y Greenwich se trasladaron a su propia oficina. Antes de finalizar 1963, Barry-Greenwich habían logrado el éxito comercial con sencillos como "Be My Baby" y "Baby, I Love You" (The Ronettes), "Then He Kissed Me" y "Da Doo Ron Ron" (The Crystals), "Not Too Young To Get Married" (Bob B. Soxx & the Blue Jeans) y "Christmas (Baby Please Come Home)" para Darlene Love, todas coescritas y producidas por Phil Spector. Greenwich y Barry también grabaron sus propios sencillos, así como un álbum bajo el nombre de The Raindrops, con Greenwich interpretando todas las voces femeninas, que eran mezcladas mediante la técnica del overdubbing, y Barry cantando las voces graves. La pareja alcanzó el éxito como intérpretes con los sencillos "What A Guy" y "The Kind of Boy You Can't Forget", grabados para Jubilee Records. A finales de año publicaron el sencillo "That Boy John" que tuvo una discreta acogida en las listas de éxitos. En 1966, una versión del tema "Hanky Panky", que aparecía como cara B de "That Boy John" publicada por Tommy James & The Shondells, alcanzó el número 1 de la lista ''Billboard Hot 100''. En 1964, una versión del tema "Do Wah Diddy Diddy", alcanzó el número 1 de las listas británicas y estadounidenses de la mano de la banda Manfred Mann. Barry y Greenwich también escribieron para Connie Francis y en 1964 consiguieron dos éxitos para Lesley Gore, "Maybe I Know" y "Look of Love."
Cuando Leiber y Stoller fundaron Red Bird Records en 1964, Barry y Greenwich fueron contratados como compositores y productores. El primer sencillo del sello fue "Chapel of Love" para The Dixie Cups (escrito junto a Phil Spector y originalmente grabado por The Ronettes), que alcanzó el número 1 de las listas de éxitos norteamericanas. Barry y Greenwich continuaron escribiendo y/o produciendo éxitos para Red Bird, incluyendo numerosos sencillos para The Dixie Cups ("People Say") así como The Ad-Libs ("He Ain't No Angel" y "Remember"), The Jelly Beans ("I Wanna Love Him So Bad"), y The Shangri-Las ("Leader of the Pack"), coescrito con George "Shadow" Morton.  Morton, Barry y Greenwich compusieron el sencillo "You Don't Know," con Greenwich grabando para Red Bird bajo su propio nombre en 1965.
Sin embargo, en lo personal, el matrimonio fracasó y la pareja se divorció a finales de 1965. En lo profesional, la pareja continuó trabajando juntos. En 1966, descubrieron el potencial de un joven Neil Diamond. Diamond firmó con Bang Records, la discográfica de Bert Berns, donde publicó algunos sencillos de éxito como "Cherry Cherry" y "Kentucky Woman", todos producidos por Barry y Greenwich, quienes además interpretaron los coros en muchas de las grabaciones. Además, Barry y Greenwich, junto con Phil Spector escribieron "I Can Hear Music", grabada por The Ronettes en 1966, su último sencillo, posteriormente grabada por The Beach Boys en 1969 y "River Deep - Mountain High", para Ike and Tina Turner. A pesar de que "River Deep" fue un éxito en el Reino Unido, a penas tuvo repercusión en los Estados Unidos. Unos años más tarde The Supremes y The Four Tops realizaron una versión que alcanzó el número 14 de las listas de éxitos americanas.

## Carrera posterior
Durante 1967, Greenwich fundó Pineywood Music con Mike Rashkow, y en los siguientes años el equipo Greenwich-Rashkow escribió y/o produjo algunas grabaciones para la propia Greenwich, así como para Dusty Springfield, the Definitive Rock Chorale, the Other Voices, The Fuzzy Bunnies y the Hardy Boys. También en 1967, Greenwich grabó su primer álbum en solitario, Ellie Greenwich Composes, Produces and Sings, publicado en 1968, del que se extrajeron dos sencillos, "Niki Hoeky" y "I Want You to Be My Baby". Asimismo, Greenwich continuó interpretando coros y arreglos vocales para artistas como Dusty Springfield, Bobby Darin, Lou Christie, Frank Sinatra, Electric Light Orchestra, Blondie, Cyndi Lauper y Gary U.S. Bonds. 
En una sesión de grabación, Greenwich conoció a Steve Tudanger, con quien ella y Steve Feldman formaron la compañía Jingle Habitat, para la producción de jingles para radio y televisión. Tudanger y Feldman también produjeron el segundo álbum de Greenwich, Let It Be Written, Let It Be Sung, en 1973. Su canción "Sunshine After The Rain" fue un éxito en el Reino Unido por Elkie Brooks. El sencillo fue producido por Leiber y Stoller e incluido en el álbum de Elkie Brooks, Two Days Away. Cuando su relación con Rashkow finalizó en 1971, Greenwich colaboró con escritores como Ellen Foley y Jeff Kent; el equipo Greenwich-Kent-Foley produjo "Keep It Confidential", un éxito para Nona Hendryx en 1983. Ese mismo año, "Right Track Wrong Train", fue la cara B del sencillo de Cyndi Lauper, "Girls Just Wanna Have Fun". 

## Legado
En 1991, Greenwich y Barry fueron incluidos en el Salón de la Fama de los Compositores. En 2004, la lista de las 500 mejores canciones de todos los tiempos que publicó la revisto Rolling Stone incluyó seis composiciones de Greenwich-Barry. Solo en 1964, el dúo produjo 17 sencillos que entraron el la lista Billboard Hot 100.
El 15 de diciembre de 2009, el Salón de la Fama del Rock and Roll anunció que Greenwich, quien ya había fallecido, y Barry serían galardonados con el prestigioso premio Ahmet Ertegun por su contribución a la música, ayudando a definir el sonido del edificio Brill. En la ceremonia, en el Waldorf-Astoria, Carole King introdujo a Greenwich y Barry, junto a otros compositores de las décadas de los 50 y 60, entre los que se incluyeron Barry Mann & Cynthia Weil, Otis Blackwell, Mort Shuman y Jesse Stone. El galardón de Ellie fue recogido por su hermana Laura, mientras que la aceptación de Barry fue leída por Steve van Zandt.
El 7 de mayo de 2013, el "Jardín de Ellie" que incluye una estatua de Greenwich fue construido cerca de la Universidad Hofstra. La escultura es obra de Peter Homestead.

## Muerte
El 26 de agosto de 2009, Greenwich falleció de un infarto agudo de miocardio en el St. Luke's Roosevelt Hospital, de Nueva York, donde había sido ingresada unos días antes para ser tratada de una neumonía.